# Bălănești (Gorj)
Bălănești is een Roemeense gemeente in het district Gorj.
Bălănești telt 2232 inwoners.